# Ladungszahl
Die elektrische Ladungszahl {\displaystyle z} (auch Ladungsquantenzahl) ist die Größe der Dimension Zahl, die multipliziert mit der elektrischen Elementarladung {\displaystyle e} die elektrische Ladung {\displaystyle Q} eines Teilchens oder Systems (z. B. eines Ions) ergibt:
{\displaystyle Q=z\cdot e\Leftrightarrow z={\frac {Q}{e}}.}
Zum Beispiel ist die Ladung eines Chlorid-Ions {\displaystyle \mathrm {Cl} ^{-}} gleich 
−1 · e. Das heißt, seine Ladungszahl ist gleich −1.
Für einen Atomkern, der als ein Ion angesehen werden kann, das sämtliche Elektronen verloren hat, ist die Ladungszahl identisch mit der Protonenzahl Z.
In der Teilchenphysik wird meist (wo dies nicht zu Missverständnissen führen kann) die elektrische Ladung Q in Einheiten der Elementarladung angegeben, also eigentlich die Ladungszahl. 
Die Elementarteilchen haben ganzzahlige Ladungszahlen, mit Ausnahme der farbladungstragenden Quarks (z = ±1/3, ±2/3) und der hypothetischen Leptoquarks (z = ±1/3, ±4/3).